# Heinrich von Grävenitz
Heinrich von Grävenitz (* 26. Januar 1842 in Quetz bei Zörbig; † 3. Februar 1927) war ein deutscher Rittergutsbesitzer und Hofbeamter.

## Leben
Heinrich von Grävenitz wurde geboren als Sohn des Rittergutsbesitzers und Erbtruchsess der Kurmark Heinrich von Grävenitz und der Auguste geb. von Kroecher. Nach dem Besuch des Pädagogiums in Halle studierte er an der Rheinischen Friedrich-Wilhelms-Universität Bonn, der Landwirtschaftlichen Hochschule Poppelsdorf und Friedrichs-Universität Halle Rechtswissenschaften und Landwirtschaft. 1865 wurde er Mitglied des Corps Borussia Bonn. Nach dem Studium wurde er etwa 1885 Rittergutsbesitzer und Kirchenpatron in Schilde. Von Grävenitz führte wie seine Vorfahren die Titulatur eines Erbtruchsess der Kurmark und der Mark Brandenburg. Er war verheiratet mit Bertha von Ammon. Einer ihrer Söhne war der Landrat und Unterstaatssekretär Hans Joachim von Graevenitz.